# Centruroides vittatus
Espèce
Synonymes
- Buthus vittatus Say, 1821
- Centrurus subgranosus Kraepelin, 1898
- Centruroides chiaravigli Borelli, 1915
- Centruroides chisosarius Gertsch, 1939
- Centruroides dasypus Mello-Leitão, 1948
- Centruroides pantheriensis Stahnke, 1956

Centruroides vittatus est une espèce de scorpions de la famille des Buthidae.

## Distribution
Cette espèce se rencontre :
- aux États-Unis au Texas, au Nouveau-Mexique, au Colorado, en Oklahoma, au Kansas, au Nebraska, au Missouri, en Illinois, en Arkansas et en Louisiane ;
- au Mexique au Chihuahua, au Coahuila, au Nuevo León, au Tamaulipas et au Zacatecas.

Elle a été observée ponctuellement au Tennessee, en Caroline du Nord, au Kentucky et en Alabama.

## Description

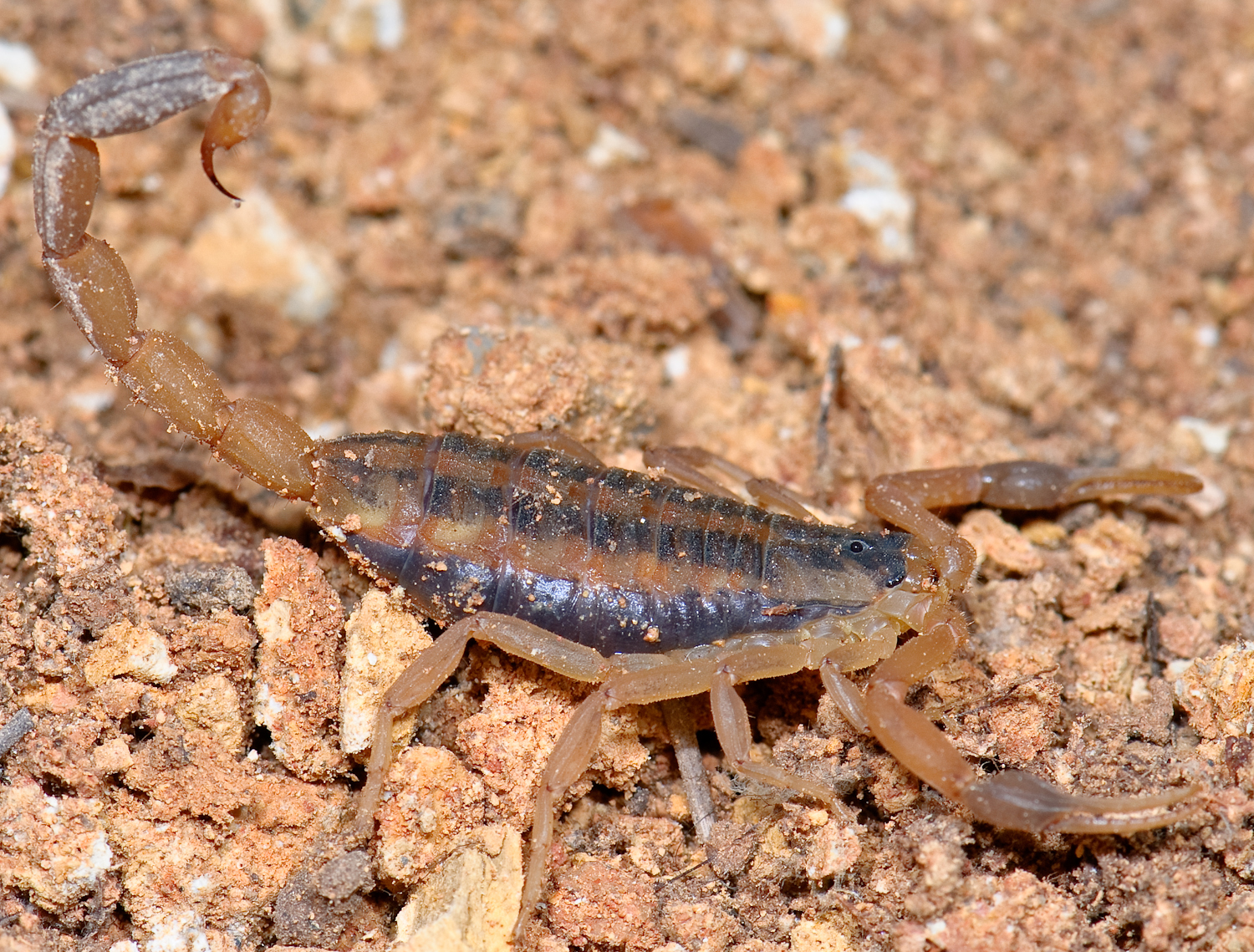
Centruroides vittatus

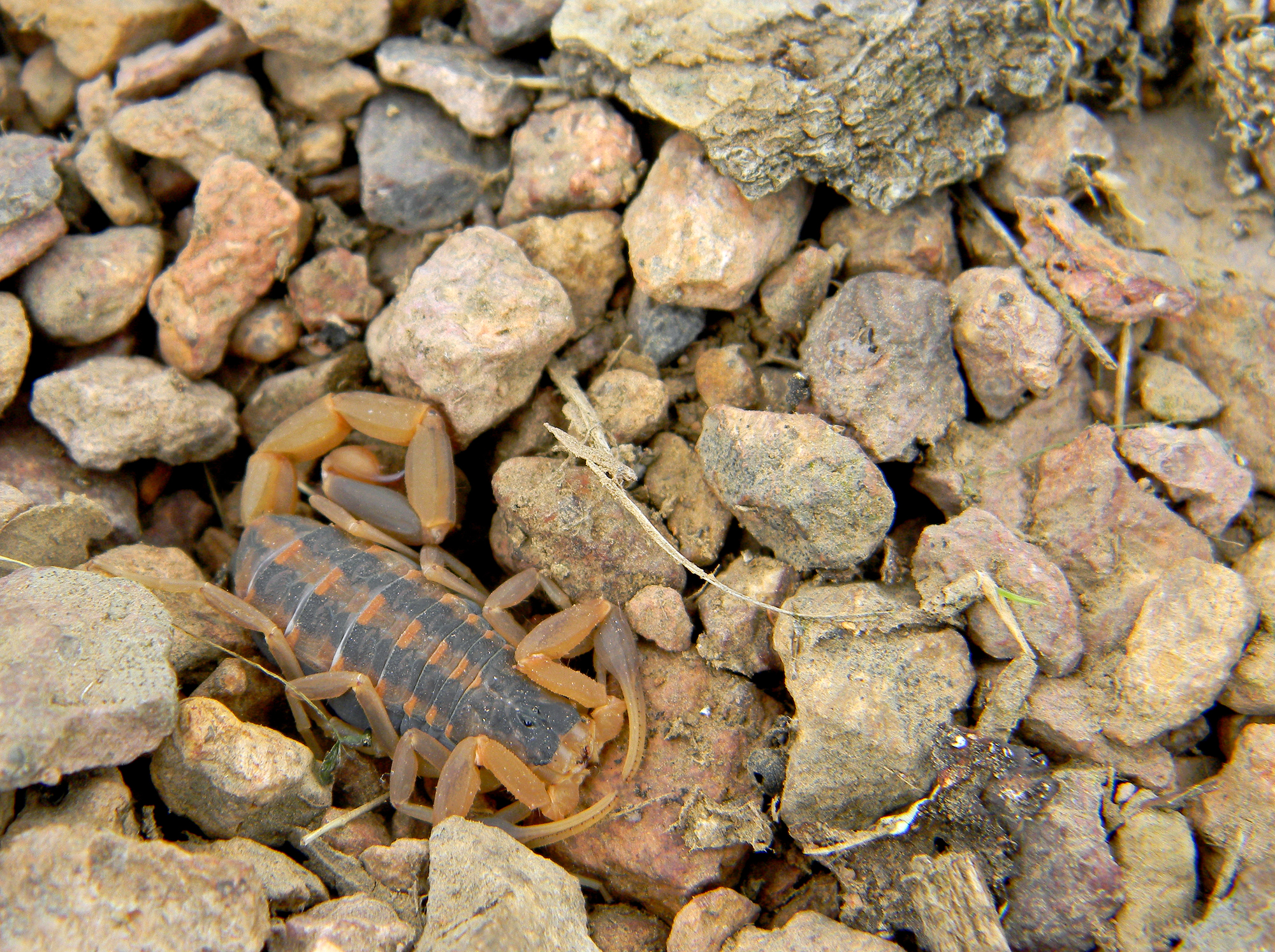
Centruroides vittatus

Centruroides vittatus mesure entre 55 et 75 mm.
Pour se cacher de ses proies et prédateurs, le scorpion possède une pigmentation lui offrant un très bon camouflage.

## Prédateur
La journée, il ne bouge pas et reste tapi dans la végétation touffue et autre recoins humides. La nuit, il chasse, dès le crépuscule. Pour détecter ses proies, il capte leurs odeurs et mouvements via un organe sensoriel situé entre les pattes arrière. Cet organe forme un peigne. Une fois détectée, la proie est saisie grâce aux pinces du scorpion et meurt.
Ce scorpion se nourrit d'insectes, d'araignées et de mille-pattes.

## Reproduction

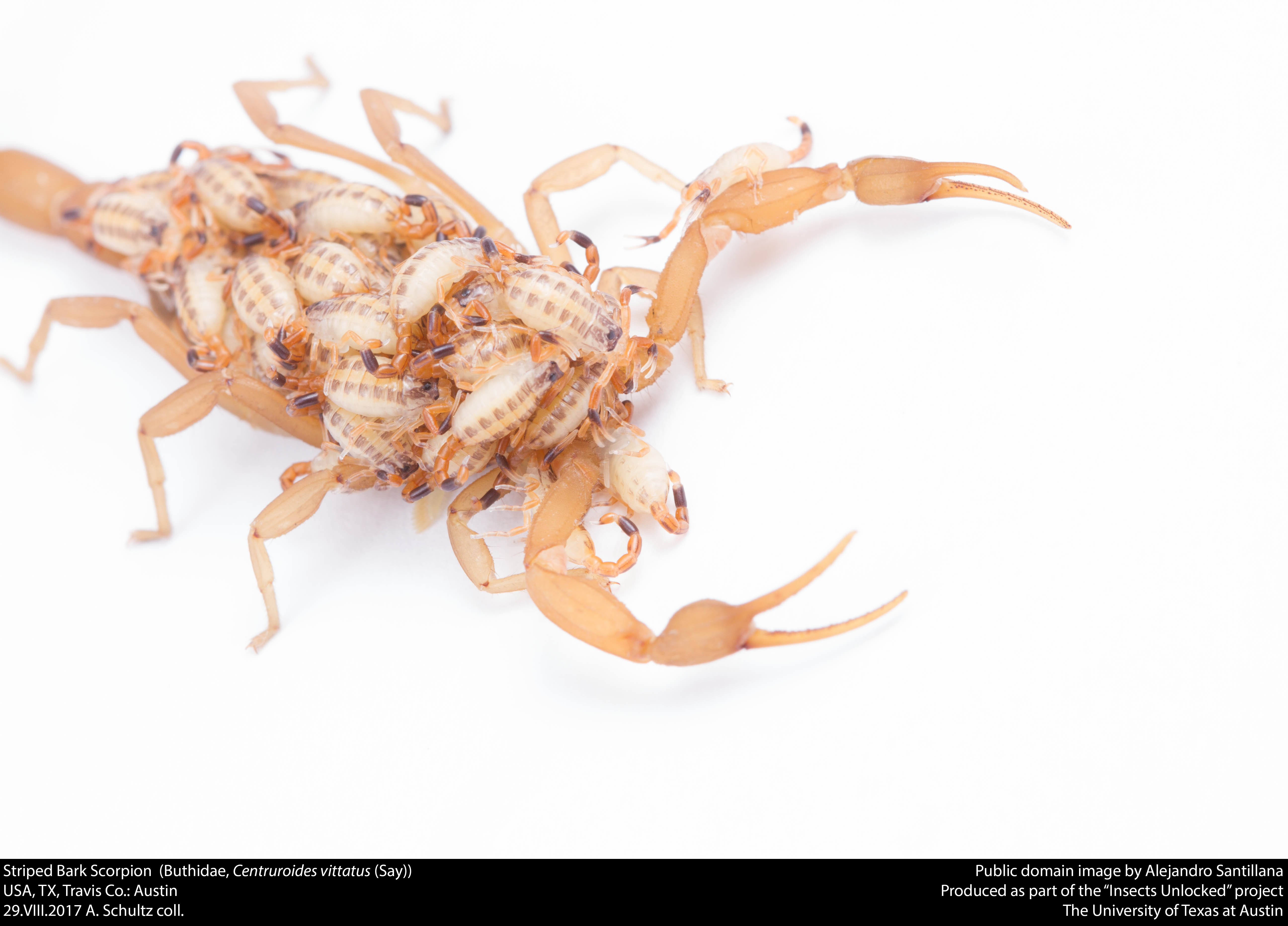
Centruroides vittatus ♀ et ses petits

Après une gestation de 8 mois, la femelle pond entre 30 et 50 œufs, les petits après éclosion vont se réfugier sur le dos de leur mère. Ils vont y rester jusqu'à leur première mue.

## Publication originale
- Say, 1821 : « An account of the Arachnides of the United States. » Journal of the Academy of Natural Sciences of Philadelphia, vol. 2, p. 59-82 (texte intégral) (en).